# Milford Football Club
Il Milford Football Club, meglio noto come Milford, è una società calcistica sudafricana con sede nella città di Richards Bay. Milita nella National First Division, la seconda serie del campionato sudafricano.

## Storia
Fondato nel 2012, ha preso parte alla Second Division nel girone provinciale di KwaZulu-Natal, di cui hanno vinto l'edizione 2014-2015 e 2022-2023, perdendo tuttavia in entrambi i casi i play-off per la promozione. Si sono inoltre laureati vicecampioni nella stessa nella stagione 2017-2018 e 2019-2020.
Nell'estate 2023, hanno acquistato il titolo sportivo dall'Uthongathi, ottenendo la possibilità di militanza in National First Division.
Nella loro prima stagione in National First Division hanno concluso al 13º posto, ottenendo la salvezza.

## Strutture

### Stadio
Il Milford FC disputata le partite al Princess Magogo Stadium di Durban.

## Palmarès
- Second Division:

KwaZulu-Natal Stream A: 2014–2015, 2022–2023